# 正法寺 (高岡市)
正法寺（しょうぼうじ）は、富山県高岡市にある曹洞宗の寺院。山号は護国山。

## 歴史
- 昭和7年（1932年） - 道前泰貫が堂宇を造営し、石仏を安置したのが始まりとされる。
- 昭和13年（1938年） - 永平寺68世・黙道慧昭により開山。
- 昭和55年（1980年） - 境内に万葉植物園を開園。

## 伽藍
二上山麓の二上山万葉ライン沿いに伽藍を構える。
境内に四国八十八箇所を模した88体の石仏が安置されている。